# 庞加莱-林德斯泰特方法
庞加莱－林德斯泰特方法（英語：Poincaré–Lindstedt method）是摄动理论中一种当正则摄动法失效时求解常微分方程的近似周期解的方法， 可以在弱非线性振动问题中消除正则摄动法中出现的长期项。
该方法是以数学家昂利·庞加莱与安德斯·林德斯泰特的名字命名的。

## 示例：杜芬方程
无阻尼、非强迫运动的杜芬方程为
{\displaystyle {\ddot {x}}+x+\varepsilon \,x^{3}=0\,}
其中t > 0，0 < ε ≪ 1。
假设初值为
{\displaystyle x(0)=1,\,}   {\displaystyle {\dot {x}}(0)=0.\,}
使用摄动法，假设级数解为x(t) = x0(t) + ε x1(t) + … 。可以得到，级数的前两项为
{\displaystyle x(t)=\cos(t)+\varepsilon \left[{\tfrac {1}{32}}\,\left(\cos(3t)-\cos(t)\right)-{\tfrac {3}{8}}\,t\,\sin(t)\right]+\cdots .\,}
此近似解会随着时间无限地增大，与该方程所描述的物理系统不符。而导致这一原因的是其中的长期项t sin t 随时间而不断增大。为使近似解随时间变化仍然有效，可以采用如下的庞加莱－林德斯泰特方法。
此方法中，不仅近似解本身表示为渐近展开，时间t也表示为级数形式
{\displaystyle \tau =\omega t,\,}   其中   {\displaystyle \omega =\omega _{0}+\varepsilon \omega _{1}+\cdots .\,}
由于解的角频率的领头项为1，取ω0 = 1。于是，原方程变为
{\displaystyle \omega ^{2}\,x''(\tau )+x(\tau )+\varepsilon \,x^{3}(\tau )=0\,}
初值则不变。假设解的形式为 x(τ) = x0(τ) + ε x1(τ) + … ，通过ε的零阶与一阶项可以得到
{\displaystyle {\begin{aligned}x_{0}&=\cos(\tau )\\x_{1}&={\tfrac {1}{32}}\,\left(\cos(3\tau )-\cos(\tau )\right)+\left(\omega _{1}-{\tfrac {3}{8}}\right)\,\tau \,\sin(\tau ).\end{aligned}}}
取ω1 = 3⁄8便可消除长期项。按此继续进行分析，便可得到更高阶的精度。以下为精确到ε一阶精度的近似解为
{\displaystyle x(t)\approx \cos {\Bigl (}\left(1+{\tfrac {3}{8}}\,\varepsilon \right)\,t{\Bigr )}+{\tfrac {1}{32}}\,\varepsilon \,\left[\cos {\Bigl (}3\left(1+{\tfrac {3}{8}}\,\varepsilon \,\right)\,t{\Bigr )}-\cos {\Bigl (}\left(1+{\tfrac {3}{8}}\,\varepsilon \,\right)\,t{\Bigr )}\right].\,}